# Aleiodes apiculatus
Aleiodes apiculatus är en stekelart som först beskrevs av Josef Fahringer 1932.  Aleiodes apiculatus ingår i släktet Aleiodes och familjen bracksteklar. Inga underarter finns listade i Catalogue of Life.